# Buddy Lee
Anthony N. „Buddy” Lee (ur. 10 maja 1958 w Birmingham w Alabamie) – amerykański zapaśnik w stylu klasycznym.
Olimpijczyk z Barcelony 1992, szóste miejsce w kategorii do 63 kg. Srebrny w (1988) i brązowy (1989) medalista mistrzostw panamerykańskich. Czwarty na mistrzostwach świata w 1990.
Drugi w Pucharze Świata w 1987 i 1989, a trzeci w 1990.
Zawodnik Old Dominion University. Trzy razy NCAA All-American. Potem w służbie United States Marine Corps, gdzie wygrał 15 tytułów Armed Forces National Wrestling. Propagator ćwiczeń na skakance – Jump Rope Training.